# Кизил-Яр (Янаульський район)
Кизи́л-Яр (рос. Кызыл-Яр, башк. Ҡыҙылъяр) — присілок у складі Янаульського району Башкортостану, Росія. Входить до складу Месягутовської сільської ради.
Населення — 121 особа (2010; 183 у 2002).
Національний склад:
- башкири — 96 %

## Уродженці
- Імамутдінов Магсум Імамутдінович (1898—1945) — Герой Радянського Союзу.